# كأس رونكيتي
كأس رونكيتي (بالإنجليزية: Ronchetti Cup)‏ كانت مسابقة كرة سلة سنوية للسيدات تتنافس فيها أندية أوروبا، تأسست في سنة 1971. كان يتم تنظيمها من قبل الاتحاد الدولي لكرة السلة. توقفت في سنة 2002. تم استبدالها بكأس أوروبا لكرة السلة للسيدات. يعتبر فريق سبارتاك سانت بطرسبرغ الأكثر فوزا بها برصيد 4 ألقاب.